# José Onuchic
José N. Onuchic é um físico brasileiro e americano, ocupa o cargo de professor de Física Harry C & Olga K Wiess da Rice University. Ele faz pesquisas em biofísica molecular, química da matéria condensada e redes genéticas, e é conhecido pela hipótese do funil de dobramento afirmando que o estado nativo de uma proteína é um mínimo de energia livre para as condições naturais da proteína entre suas possíveis configurações. Ele é o magister universitário do Lovett College na Universidade Rice em 2014.

## Carreira
Onuchic estudou na Universidade de São Paulo e no Instituto de Tecnologia da California (Caltech), obtendo seu título de doutor em 1987; seu supervisor de doutorado na Caltech foi John Hopfield. Após estudos de pós-doutorado em Santa Bárbara, Califórnia, e um breve cargo de docente na Universidade de São Paulo, ele se mudou para a Universidade da Califórnia, em San Diego, em 1990. Ele se juntou a Universidade Rice ocupando a cadeira Andrew Hays Buchanan de Física em 2011.

## Prêmios e distinções
Onuchic recebeu um Beckman Young Investigators Award em 1992. Tornou-se membro da Sociedade Americana de Física em 1995, da Academia Americana de Artes e Ciências em 2009 e da Sociedade de Biofísica em 2012. Tornou-se membro da Academia Nacional de Ciências dos EUA em 2006 e da Academia Brasileira de Ciências em 2009.